# كريستوف رينيرو
كريستوف رينيرو (بالفرنسية: Christophe Rinero)‏ مواليد 29 ديسمبر 1973 في فرنسا، هو دراج فرنسي سابق في صنف سباق الدراجات على الطريق. حقق المركز الرابع في سباق طواف فرنسا 1998.

## وصلات خارجية
- الموقع%20الرسمي

## روابط خارجية
- كريستوف رينيرو على موقع الاتحاد الدولي للدراجات (الإنجليزية)
- كريستوف رينيرو على موقع أرشيف الدراجات (الإنجليزية)
- كريستوف رينيرو على موقع إحصائيات الدراجات الإحترافية (الإنجليزية)
- كريستوف رينيرو على موقع نسبة الدراجات (الإنجليزية)
- كريستوف رينيرو على موقع CycleBase (الإنجليزية)